# Mûrier blanc
Morus alba
Espèce
Classification phylogénétique
Le Mûrier blanc (Morus alba), Mûrier commun, est une espèce de Mûriers, des arbres fruitiers de la famille des Moracées. Originaire de Chine, le Mûrier blanc fut largement cultivé pour ses feuilles, aliment exclusif du ver à soie.

## Histoire
Le Mûrier blanc est cultivé depuis l'Antiquité de la Chine au Proche-Orient, son expansion dans le bassin méditerranéen vers le VIIIe siècle est liée la sériciculture.
Quelques plants de ce mûrier sont transportés en France sous Charles VII, sa culture débute sous Charles IX mais se développe surtout sous l'impulsion d'Henri IV avec Olivier de Serres qui introduit en 1601 le premier sujet au jardin des Tuileries et assure en avoir planté 15 000 à 20 000 pieds à l'extrémité de ce jardin.
Il a ensuite été largement diffusé dans toutes les régions subtropicales et tempérées du monde.

## Description

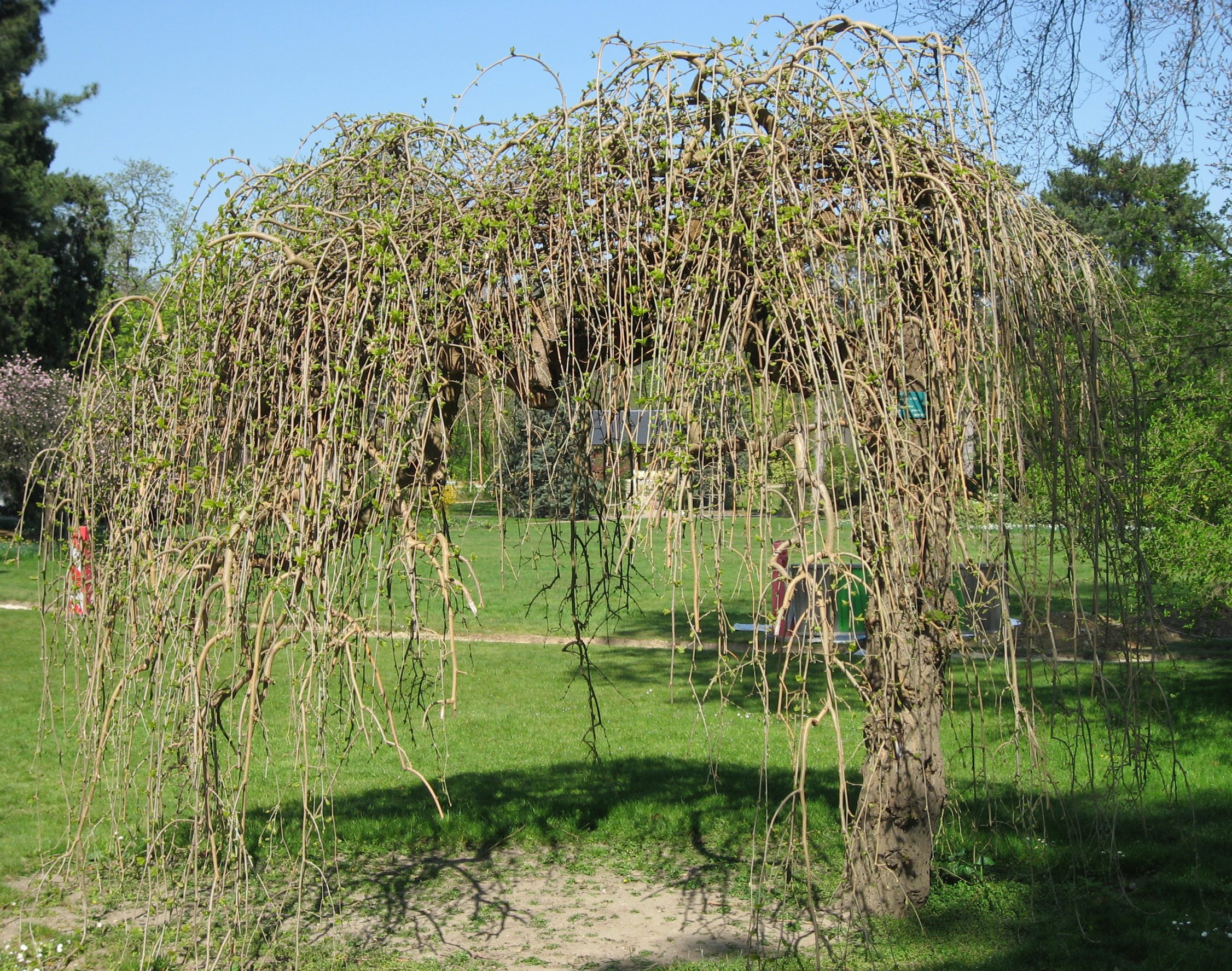
Mûrier blanc au jardin du Pré-Catelan.

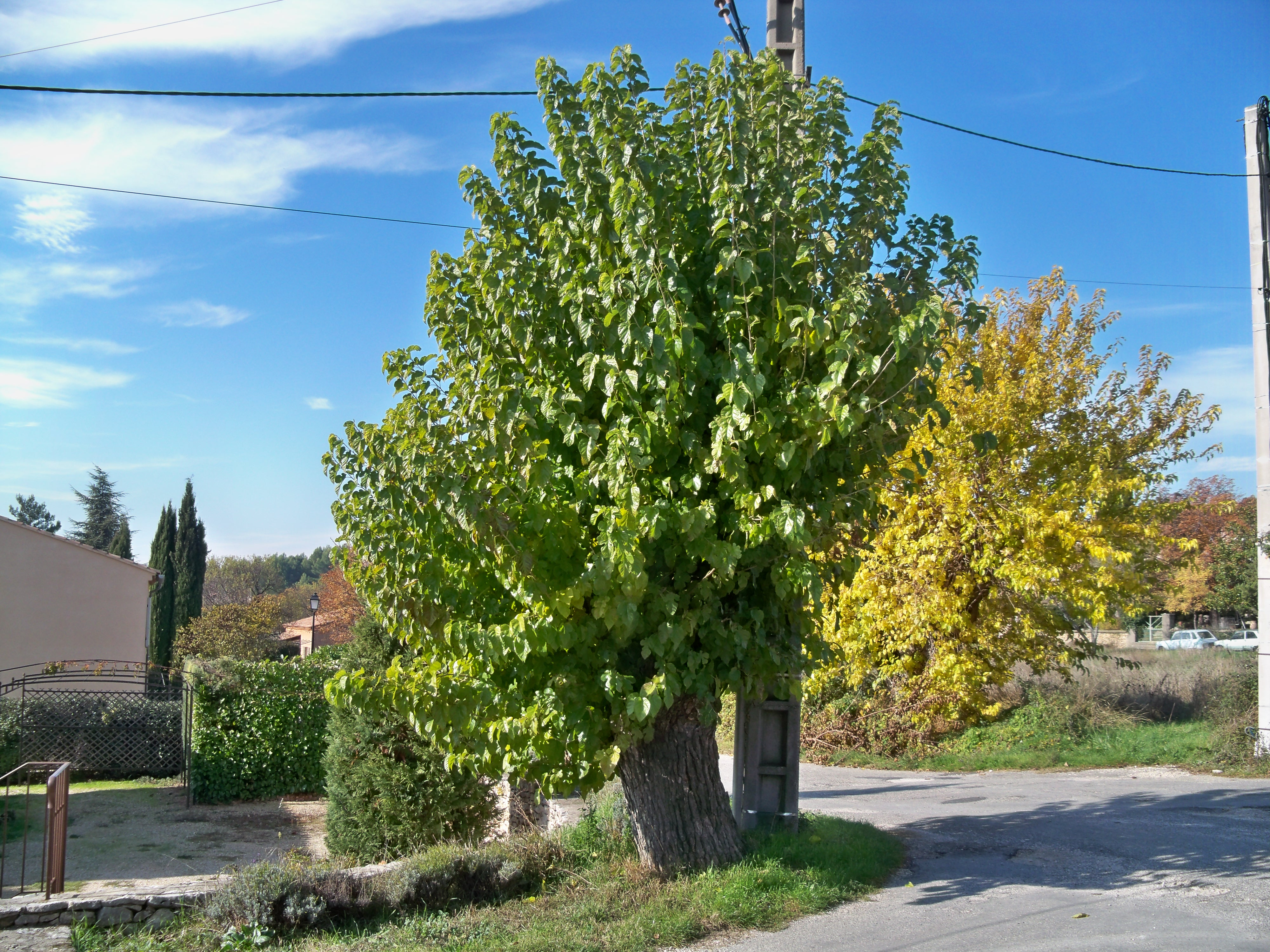
Mûrier blanc à Villars (Provence).

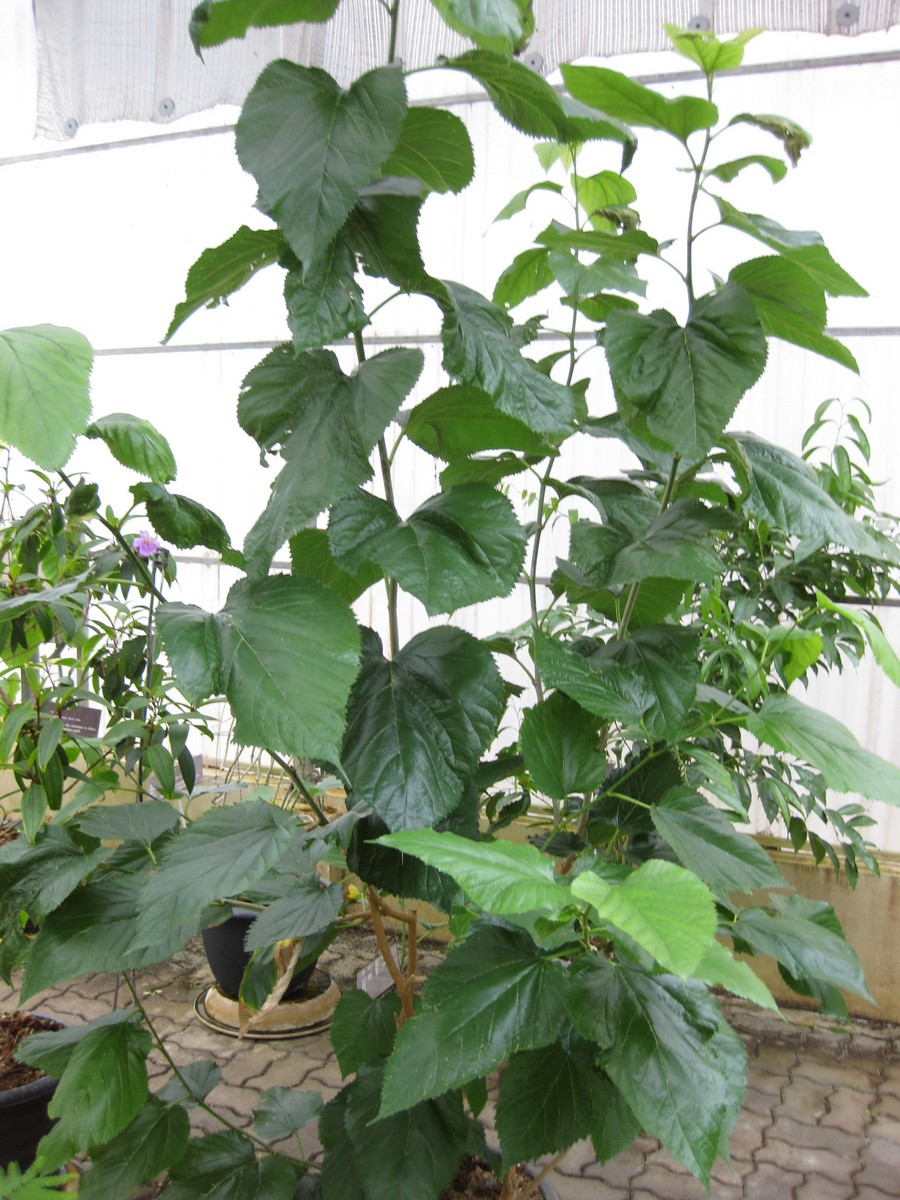
Jeune plant de mûrier blanc, Jardin botanique de la reine Sirikit, Thaïlande.

Le Mûrier blanc est un arbre monoïque pouvant atteindre  30 mètres de haut. Il doit plus son nom à la couleur de ses bourgeons qu'à la couleur de ses fruits. Comme toutes les moracées, le mûrier blanc produit du latex.
Ses feuilles caduques, alternes, le plus souvent de forme ovale acuminée mesurent  5 à 12 cm et peuvent avoir des formes assez distinctes même si elles proviennent du même arbre. Leur pétiole est cannelé et muni de stipules. Elles sont glabres sur les deux faces, vert clair et irrégulièrement dentées sur les bords.
Les fleurs mâles sont réunies en chatons cylindriques, les femelles en chatons subsphériques; une fois fécondés, ces derniers se transforment en groupe de fruits blancs, roses ou violets, appelés mûres.
Ses fruits en syncarpe sucrés, comestibles, peuvent être de différentes couleurs.

Mûres blanches en Iran.
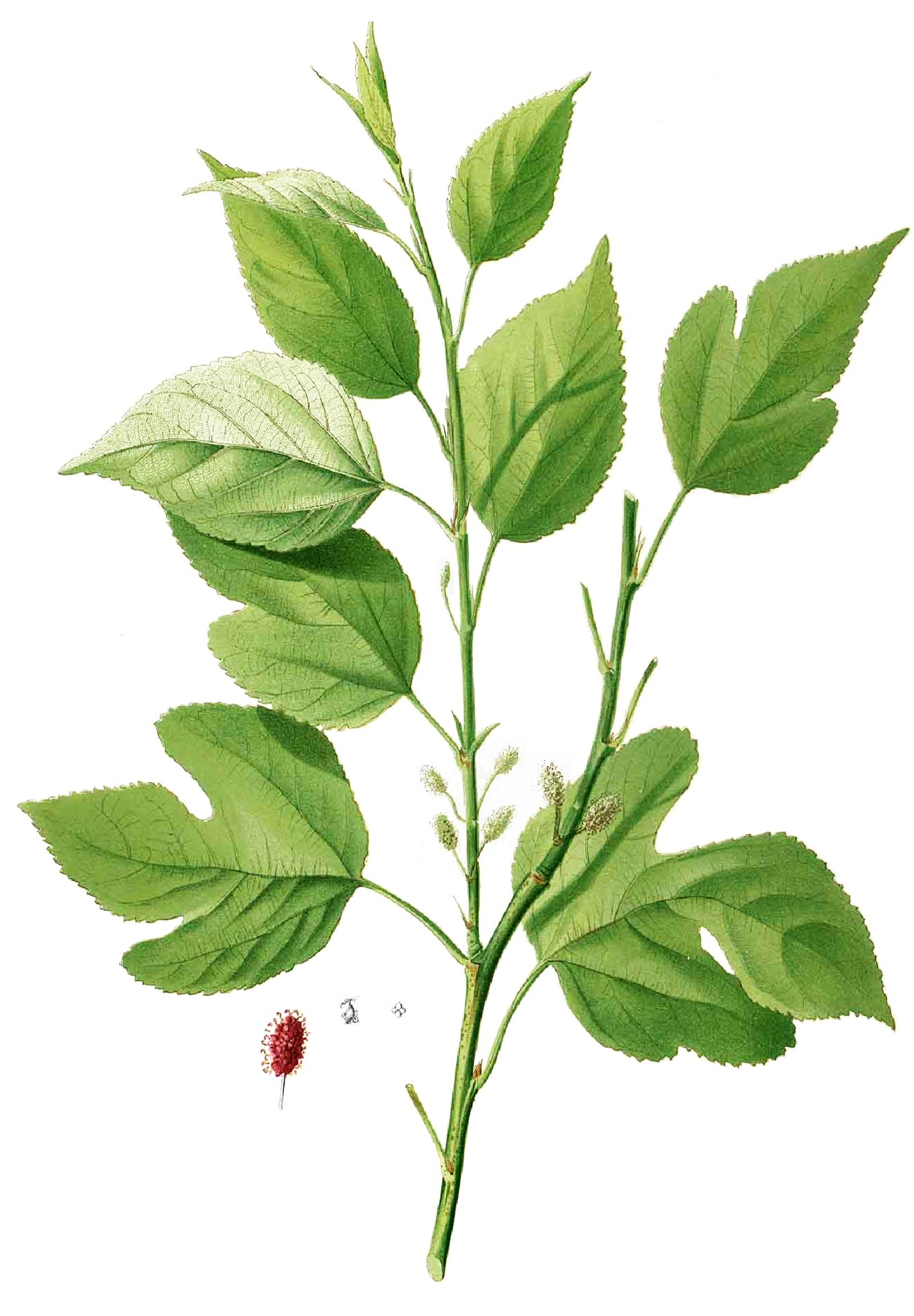
Planche botanique Morus alba.
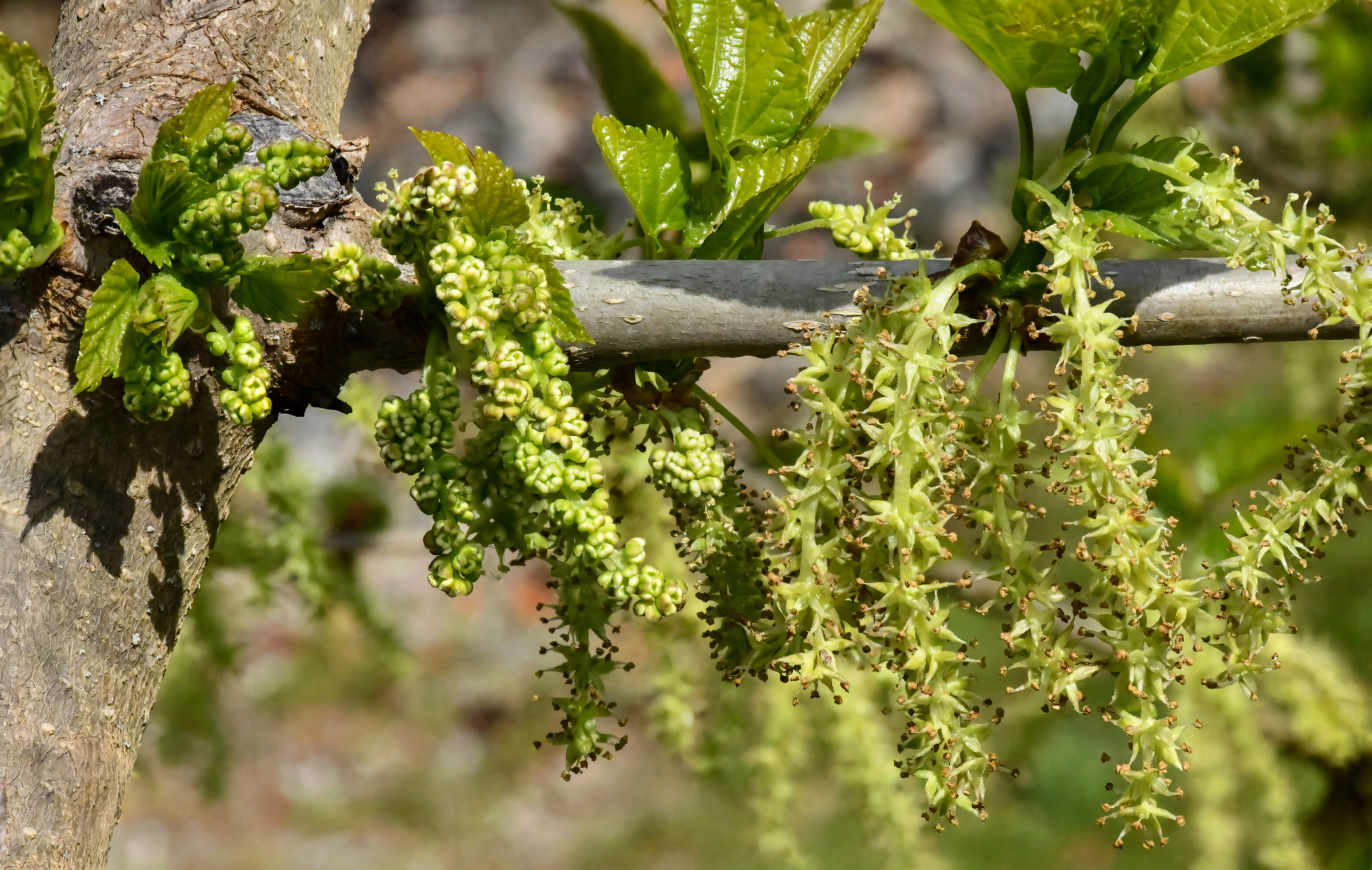
Inflorescences immatures et fleurs
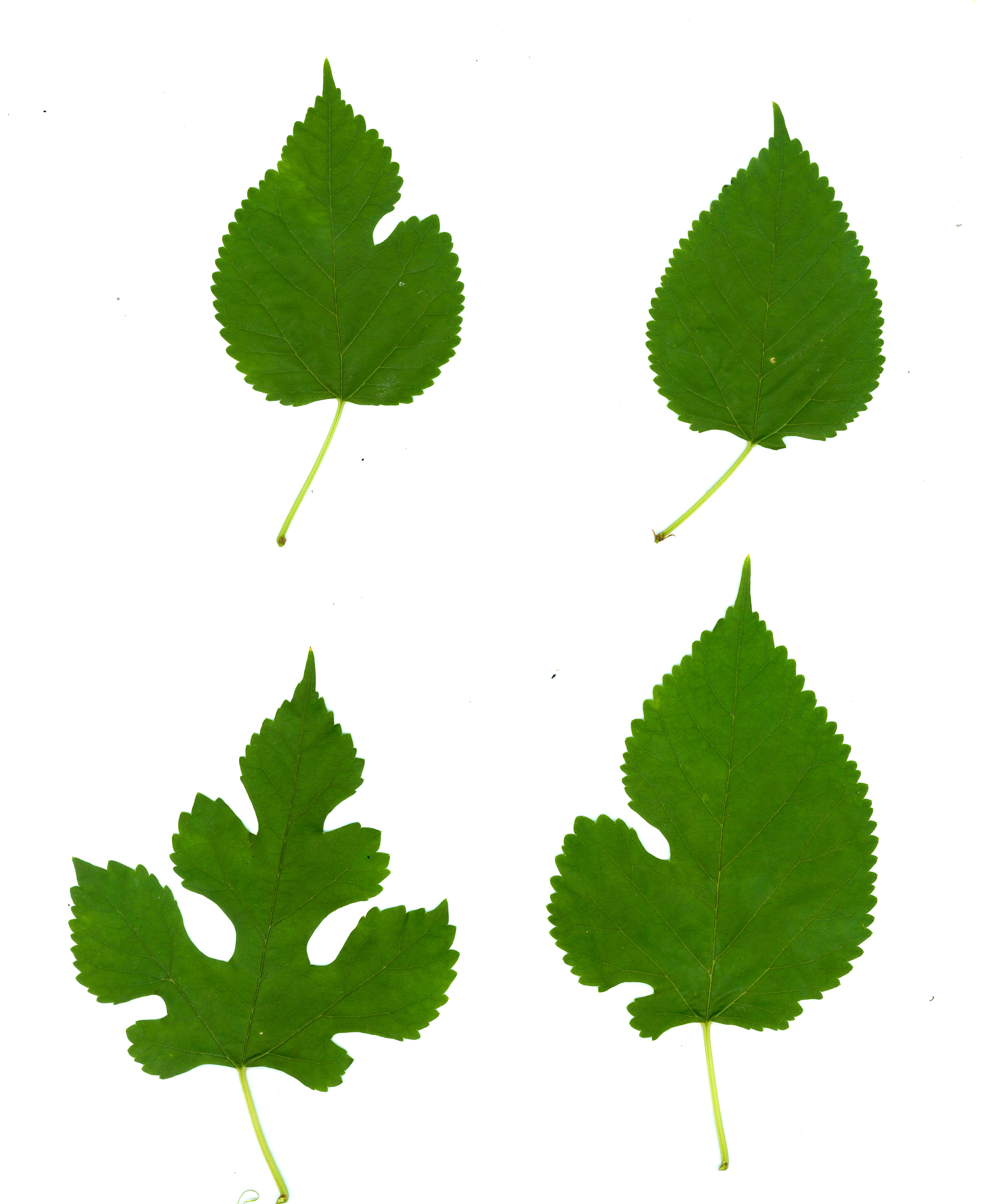
La forme des feuilles de mûrier est très variable.
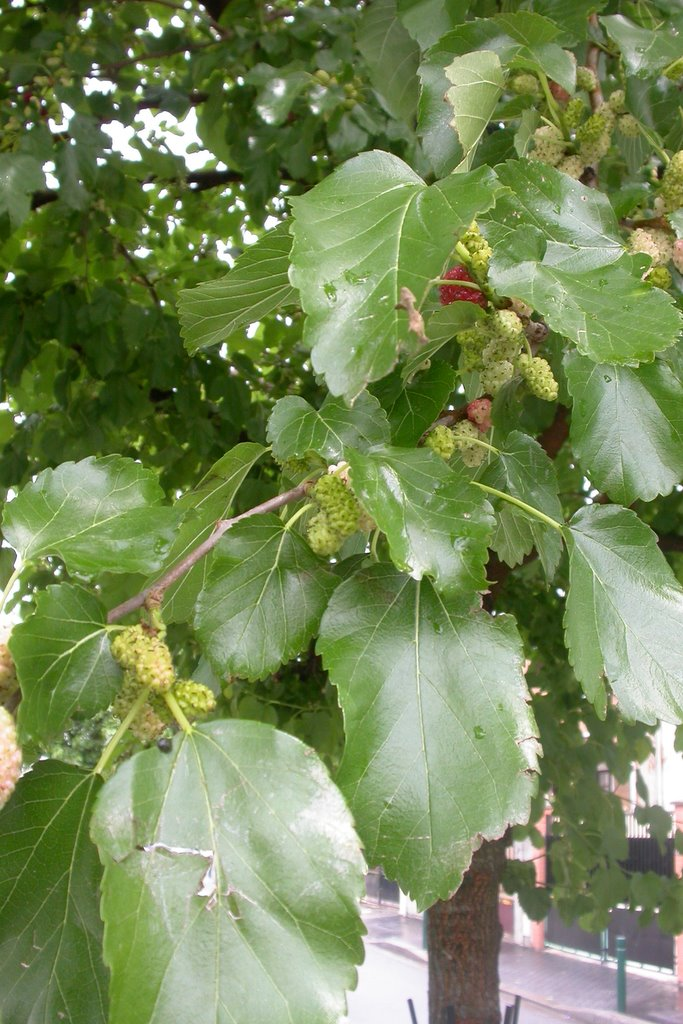
Branche de Morus alba.
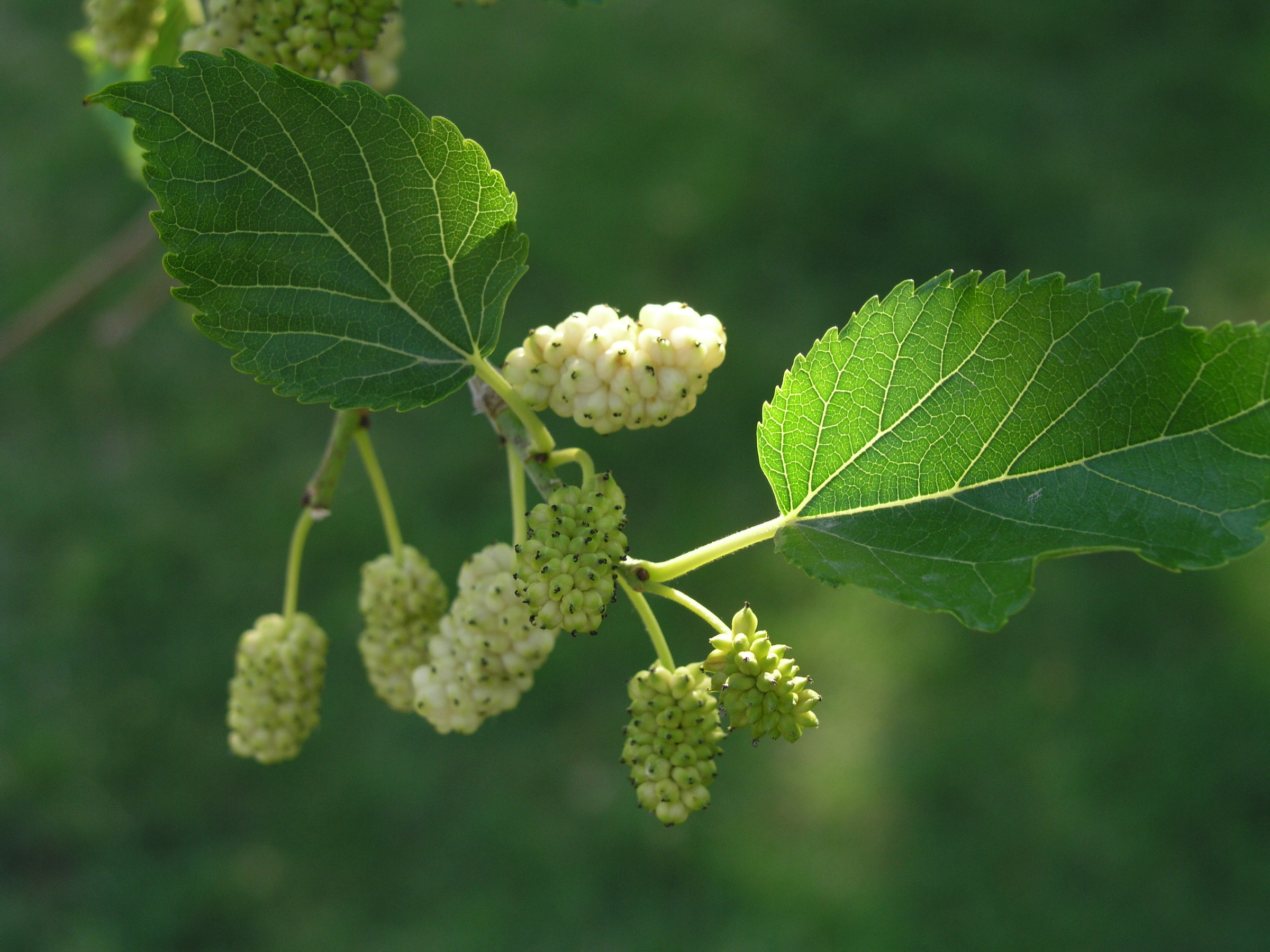
Variété à fruits blancs.
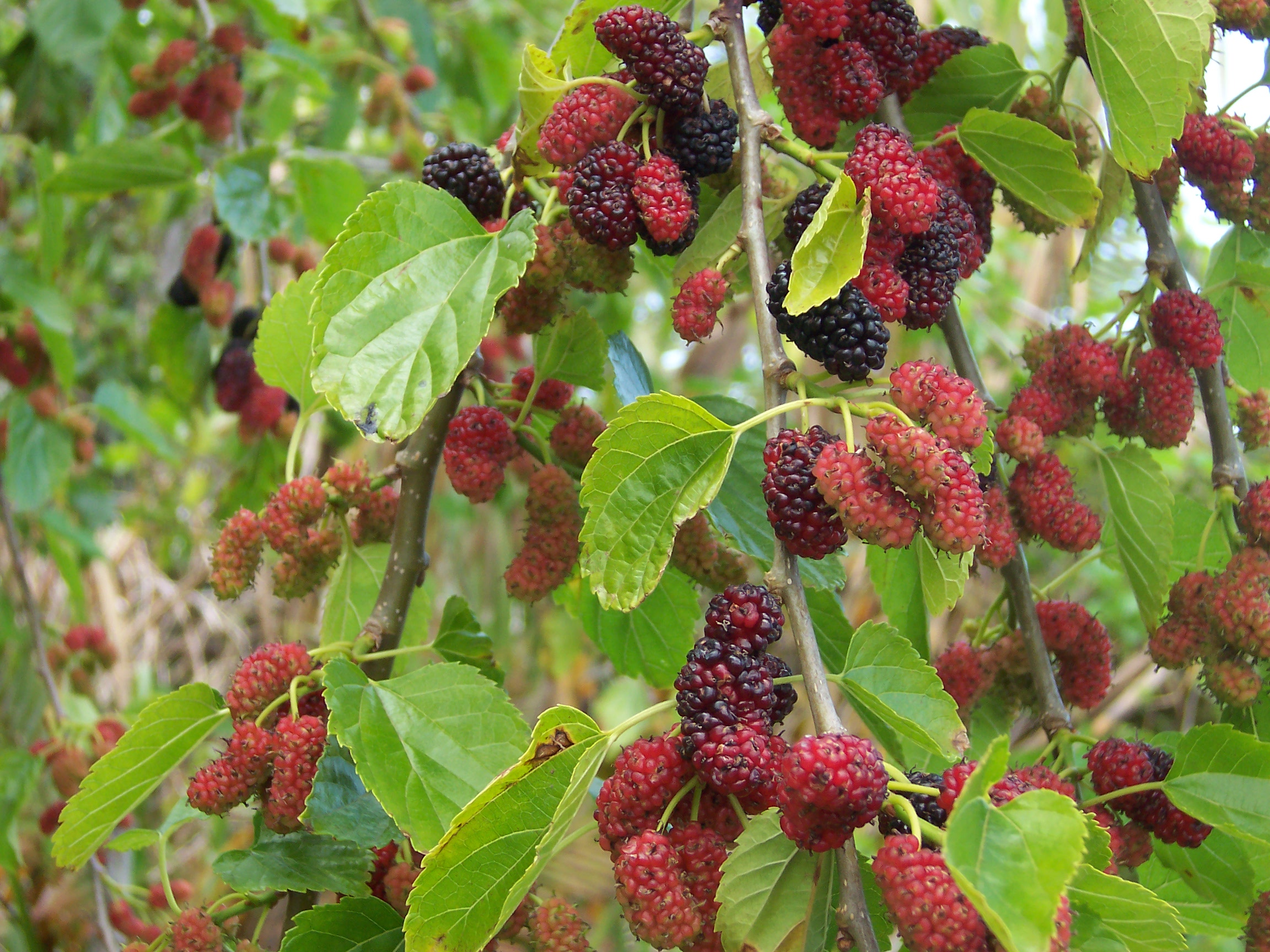
Variété à fruits rouges.
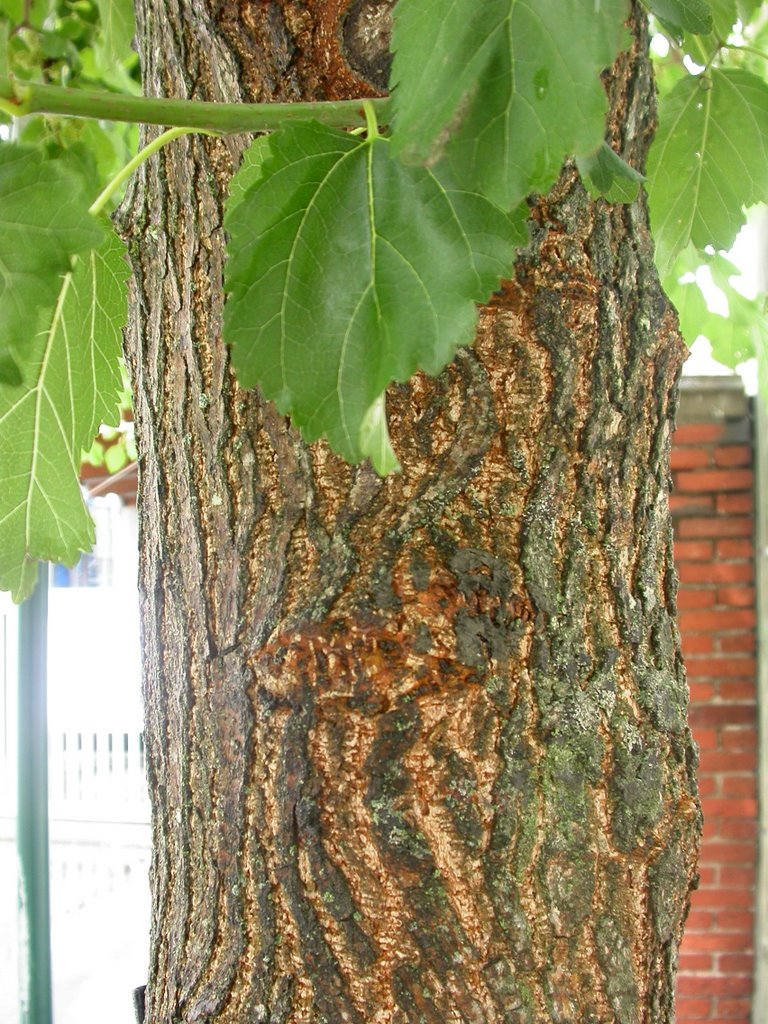
Écorce.
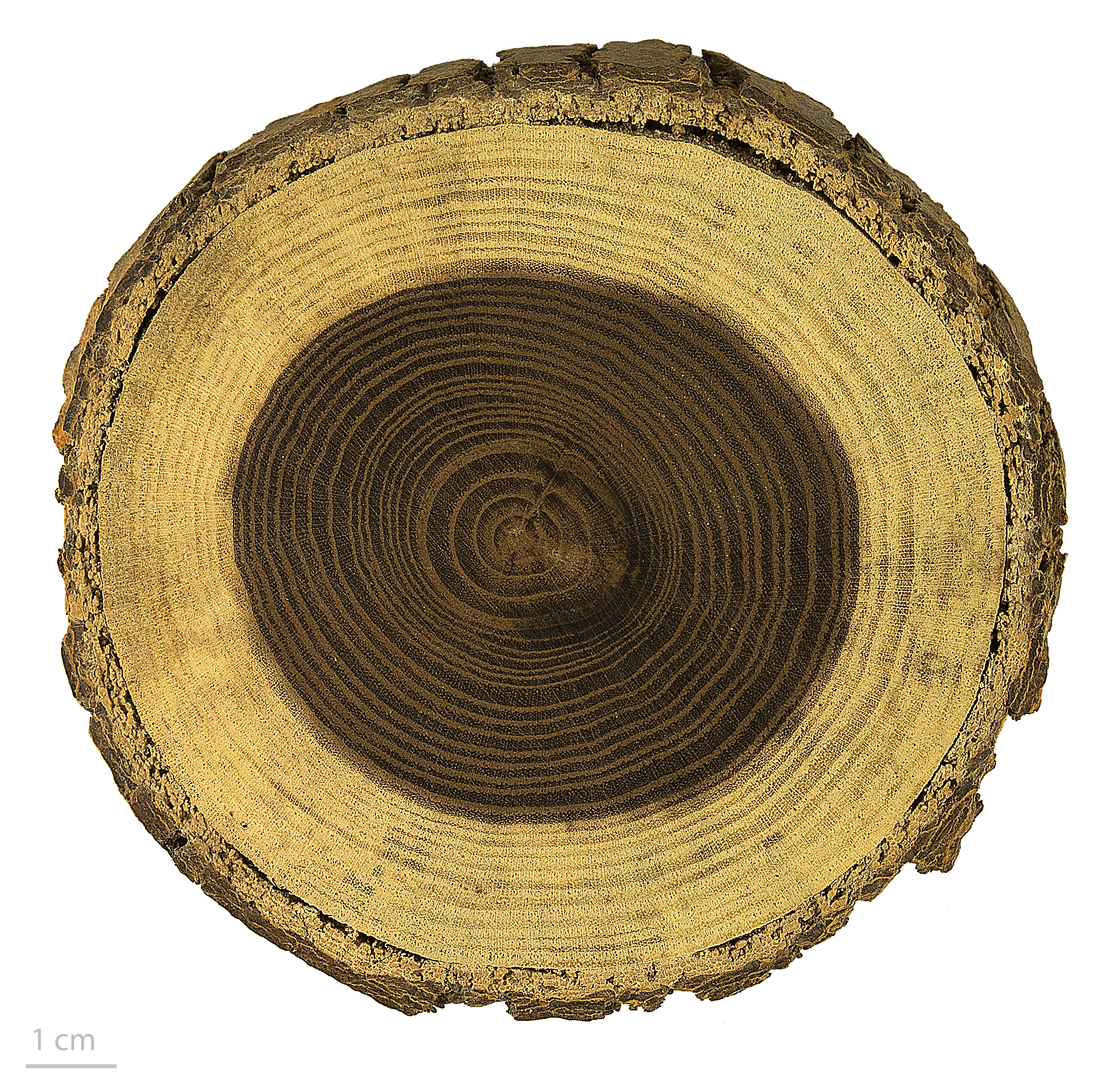
Section du tronc.
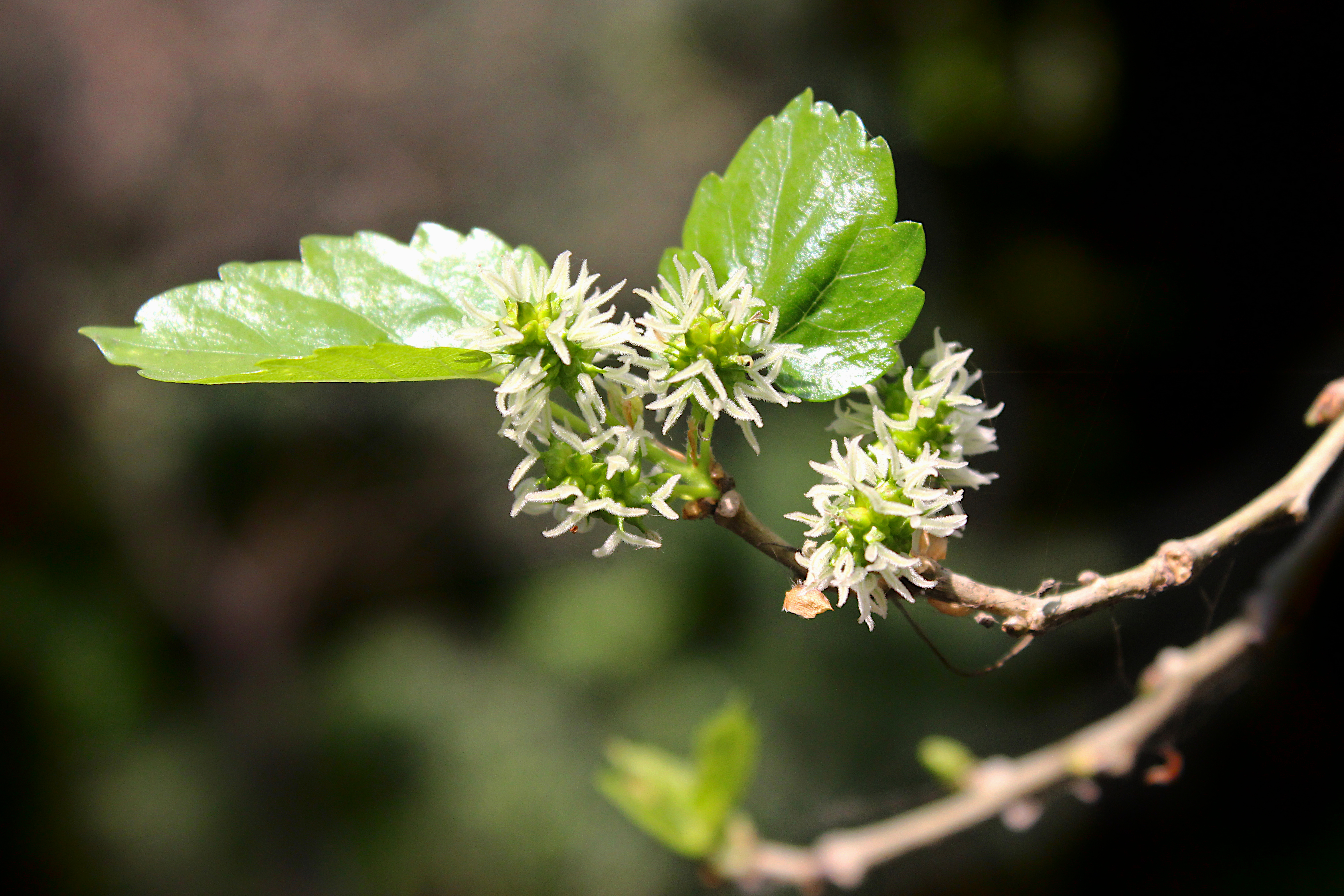
Fleurs de mûrier blanc.

### Différences entre Mûriers blanc et noir

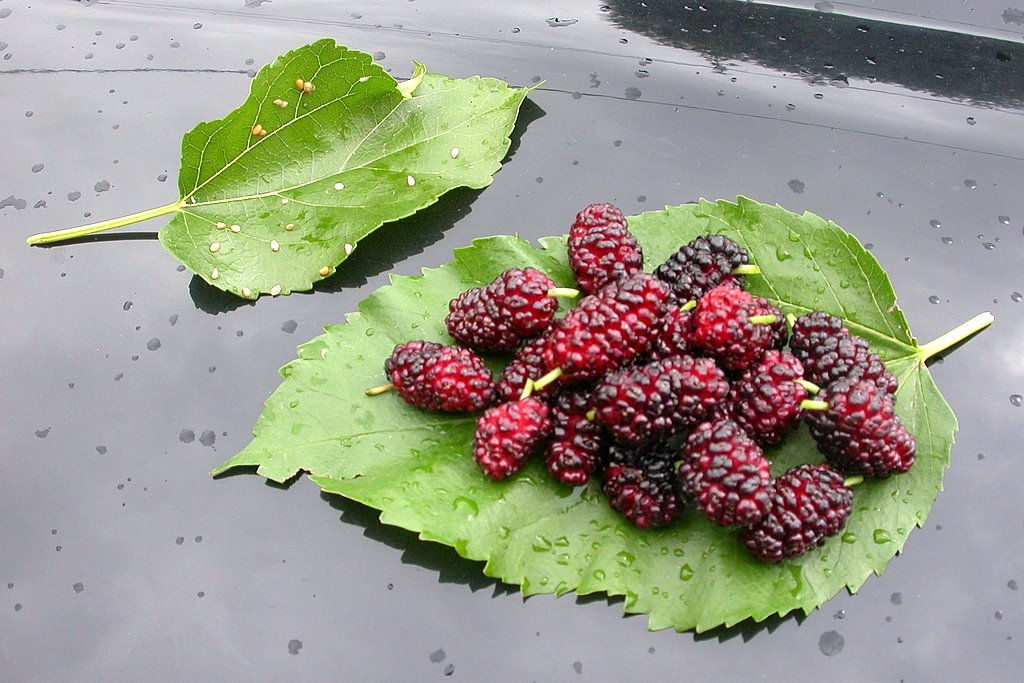
Mûres posées sur une feuille de mûrier blanc. Sur la feuille de gauche, on peut voir quelques graines.

Bien que certaines sources indiquent que le Mûrier blanc produit des fruits blancs et le Mûrier noir des fruits noirs, c'est faux. Le Mûrier noir porte toujours des fruits violet foncé ou noirs. Par contre, selon les variétés, le mûrier blanc porte des fruits blancs, rosés, violets ou noirs.
- Les feuilles du Mûrier blanc mesurent de  5 à 12 cm, sont frêles et souvent lobées alors que celles du mûrier noir sont plus grandes (jusqu'à  18 cm), épaisses, rugueuses et rarement lobées.
- Le fruit du Mûrier blanc est mûr à la fin du printemps alors que celui du Mûrier noir n'est mûr qu'à la fin de l'été.
- Le fruit du Mûrier blanc présente un pédoncule long (parfois de la longueur du fruit) alors que le mûrier noir n'a pour ainsi dire pas de pédoncule, ou un pédoncule très court.
- Le fruit du Mûrier blanc est douceâtre avant maturité, alors qu'au même stade celui du Mûrier noir est très acide. À complète maturité, celui du Mûrier blanc est assez fade et très sucré, celui du Mûrier noir est sucré et légèrement acidulé.
- La saveur des fruits du Mûrier noir plaît à la quasi-totalité du grand public. Les fruits du Mûrier blanc sont généralement peu estimés en France, mais ceux des cultivars sélectionnés pour leurs fruits ont une valeur gustative élevée. Ils sont très appréciés dans les pays qui les cultivent, au Moyen-Orient (Iran, Syrie, Liban, Israël) notamment.

## Culture
Il pousse vite dans ses premières années puis a une croissance plutôt lente.
Le mûrier aime le soleil mais est rustique jusqu'en zone USDA 4. Il supporte la sécheresse et le vent mais pas les expositions maritimes.
Il supporte la taille.
À la différence des Mûriers rouges et noirs, le mûrier blanc se multiplie bien par bouturage sur bois tendre.
Ses racines à la fois pivotantes et traçantes sont fragiles et il apprécie peu la transplantation.
Une expérimentation de la chambre d'agriculture de l'Ariège,consiste à le mener comme une plante prairiale, en très courte rotation (2 pâturages par an), concrétisant des hypothèses émises par de nombreux agriculteurs et agronomes.

Cependant, la mûre blanche est aussi largement cultivée dans de nombreuses régions du monde. Par exemple en Amérique du Nord : les États-Unis, Canada, en Amérique latine : Mexique, en Amérique du Sud : Argentine, en Océanie : Australie, en Europe : Kirghizistan, Turquie, en Asie : Iran, Japon, Corée, en Afrique ainsi que de nombreux autres pays.

Température
Le mûrier blanc peut s’adapter à une variété de changements de températures. D’une part, il peut pousser dans un climat subtropical qui est humide ou encore à de basses températures. D’autre part, la pluviométrie idéale pour sa croissance est de 1 à 1,5 m, alors qu’elle peut endurer une grande variation des précipitations annuelles. Le climat idéal pour cet arbre est eury-méditerranéennes, méditerranéo-atlantiques, c’est-à-dire que la température moyenne est T≈13 °C. De plus, la continentalité de celui-ci est subocéanique avec une amplitude thermique de AT≈19 °C.
Morus alba est un arbre qui apprécie le soleil et résiste jusqu’à une zone de rustique USDA 4 (zone de rusticité 4b : -31,7 à -28,9 °C). Le murier blanc peut endurer la sécheresse ainsi que le vent mais reste faible et fragile aux expositions maritimes. Il est rustique et tolère bien des températures hivernales de l’ordre de -30 °C. De plus, il supporte très bien la pollution atmosphérique.
Eau
Pour une croissance rapide et régulière du mûrier blanc, il faut apporter une bonne irrigation qui permettra de contribuer à une production maximum de biomasse. Lors de la transplantation, il est recommandé d’avoir une faible irrigation hebdomadaire mais au cours du temps le besoin d’eau augmente en fonction de la croissance. De plus, l’arrosage est important lors de la floraison et la fructification et une stagnation peut être défavorable et empêcher la croissance du murier. C’est pourquoi, il est essentiel d’arroser l’arbre une seconde fois avant même que l’arrosage précèdent soit complètement écoulée. Le murier blanc a besoin d’une humidité atmosphérique intermédiaire (40 %).
Lumière
Le mûrier blanc est un arbre qui est capable de s’adapter à différentes conditions, c’est-à-dire qu’il supporte l’ombre ainsi que la lumière. Cet arbre a besoin en moyenne de 9 heures d'ensoleillement durant la floraison et la fructification. La lumière joue un rôle important dans le taux de germination des graines puisque celui-ci augmente et est élevé (>90 %) quand les graines sont exposées à la lumière indirecte du soleil et à des températures variantes entre 20 °C et 30 °C. Morus alba est une héliophyte (50 000 lux), c’est-à-dire qu’il apprécie et exige les situations bien ensoleillées.
Taille
La taille donne une forme propre à l’arbre et entraine la croissance pour la saison suivante. Ce processus est nécessaire afin d’éliminer le risque de parasites et de maladie. Pour notre cas, le murier blanc n’apprécie pas la taille et il est préférable d'éviter de couper toute branche dont le diamètre dépasse 5 cm. En outre, si une taille doit être effectuée, il est conseillé de procéder pendant la période de dormance, c’est-à-dire faite avant l’hiver ou au début du printemps.
Sol
Le mûrier blanc s’adapte à une grande variété de types de sols, il peut pousser sur des sols sableux, argileux, limoneux et gras. Mais en général, la texture du sol est sableuse grossière. Cependant, il pousse mieux dans des sols humides biens drainés donc il s’agit d’une plante mésoxérophile et se développe mieux dans un milieu moyennement riche en nutriments, il s’agit d’un arbre mésotrophe (≈500 µg N/l). Le pH est aussi un facteur influençant le développement de l’arbre, les mûres blanches se développent dans un sol neutrocline dont le pH est compris entre 6,5 – 7, c’est-à-dire neutre. Mais il peut également résister aux sols acides (pH<7), dans lequel l’acidité du sol peut être corrigée en ajoutant de la chaux afin d’amener le pH dans la plage souhaitée. De plus, le mûrier blanc ne tolère pas le sel. En outre, le sol doit être riche en matières organique permettant d’avoir une compétence de production maximale. Le sol possède un mull actif,.
Intrants
Les mûriers blancs répondent bien aux engrais organiques et chimiques. Le besoin d'engrais augmente à mesure que les plantes poussent et que la végétation se développe. Cela dépend aussi de la fertilité et du type de sol dans lequel il pousse. En général, un apport de 20 livres de matière organique bien décomposée et de 0,5 livre de phosphore est parfait pour une plante d'un an.

### Composition en nutriments de la mûre blanche (fraiche et sèche)[10]
|            | TENEUR POUR 100g        |                       |
| TYPE       | Mûres blanches fraiches | Mûres blanches sèches |
| Energie    | 43 kcal                 | 321 kcal              |
| Protéines  | 1,44 g                  | 10,7 g                |
| Lipides    | 0,39 g                  | 1,8 g                 |
| Glucides   | 9,8 g                   | 78,6 g                |
| Fibres     | 1,7 g                   | 14,3 g                |
| Vitamine C | 36,4 mg                 | 398 mg                |
| Calcium    | 39 mg                   | 286 mg                |
| Fer        | 1,85 mg                 | 12,8 mg               |

### Menaces
Xylotrechus chinensis, une espèce de Coléoptère asiatique au potentiel invasif et fortement xylophage, est signalée en Europe depuis 2007 (Allemagne, Espagne, Crète, France, etc.). Elle affecte des Moraceae (Morus alba et Morus australis).

## Utilisation

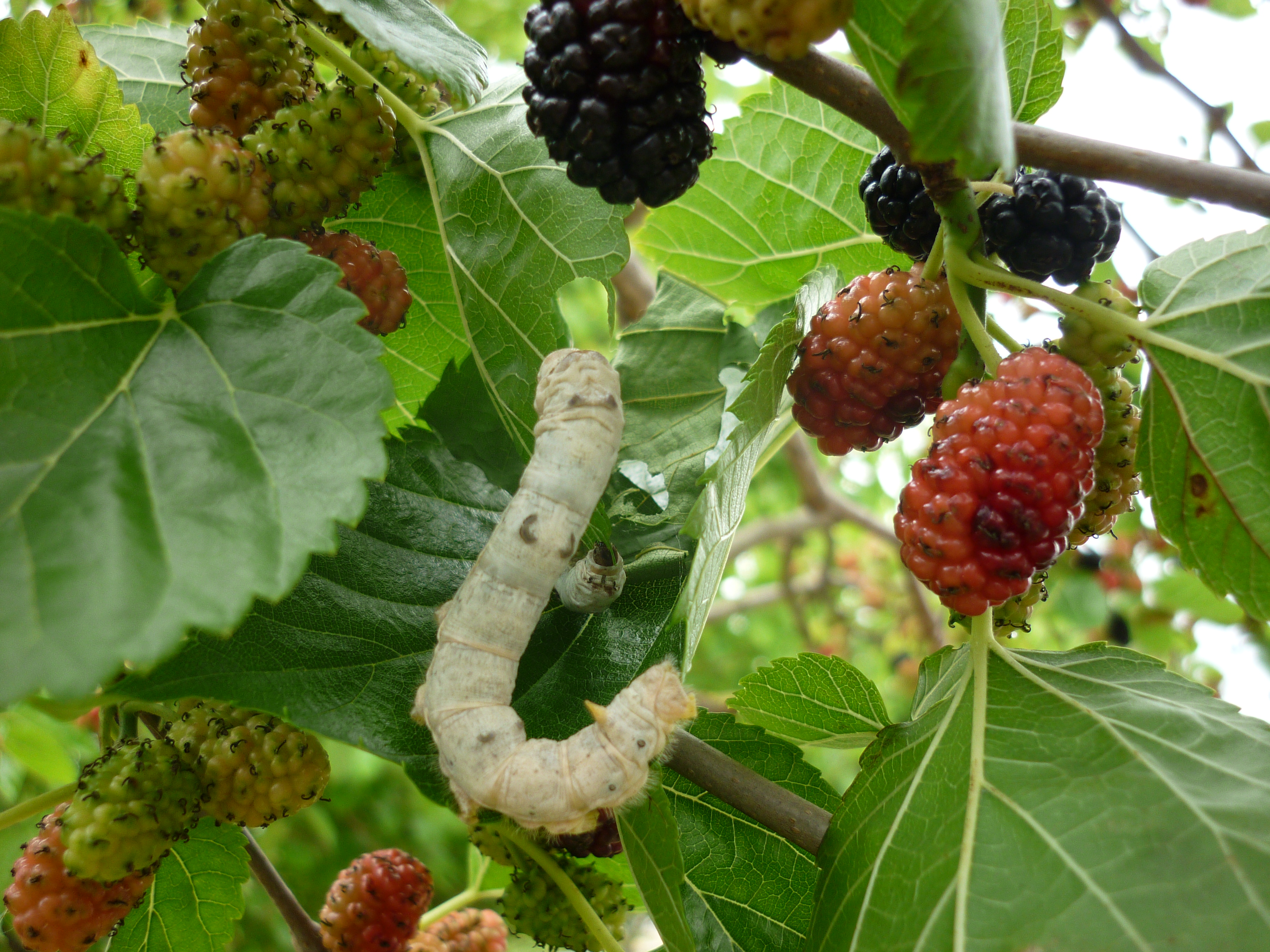
Ver à soie (Bombyx mori) sur un Mûrier blanc.

Pour la sériciculture, le mûrier blanc est souvent cultivé sous forme de haie pour faciliter la récolte des feuilles.
Avec l'écorce interne des tiges, les papetiers de Chine fabriquent un papier traditionnel depuis un millénaire et demi. Actuellement, ce papier est fabriqué à Hotan 和田 au Xinjiang, Qian'an 迁安 (Hebei) et Qianshan 潜山 (Anhui).
Ses feuilles peuvent servir de fourrage pour le bétail et ses fruits de complément alimentaire pour la volaille. Séchées, les feuilles sont commercialisées pour faire de la tisane ou thé de feuille de mûrier réputé pour son action antioxydante et anti-diabétique  en expérimentation animale.
Les variétés fruitières donnent des fruits qui se consomment crus ou secs (parfois désignés par le terme anglais "mulberry"), on peut aussi en faire du vin.
Le Mûrier blanc est traditionnellement un arbre d'alignement, un arbre de route, son ombre dense est agréable l'été, ses fruits ne tachent pas à la différence de ceux du mûrier noir. Dans cet usage, on le conduit sur tige de 1,50 m.
Ses racines permettent d'empêcher l'érosion des sols. Il s'adapte à la pollution atmosphérique.